# KCC (기업)
KCC(한국어: 케이씨씨)는 건축자재, 도료, 실리콘 등을 생산하는 대한민국의 대기업이자, KCC그룹의 주력 회사이다.

## 사업
KCC의 사업은 건자재(석고보드 등)와 도료, 그리고 기타 부문으로 크게 나뉜다. 내장재인 석고보드는 건축물에 들어가는 필수 자재이며 암면흡음천장판이 들어간 천장재도 생산한다. 이 회사는 국내 최대의 도료 생산업체로서 자동차용, 선박용, 건축용, 중방식용 등 다양한 분야의 도료를 생산하며 품질은 좋은 편으로 알려져 있다. 미국의 모멘티브를 인수하며 실리콘을 통해 역대 최고의 실적을 기록했다.(2022) 매출구성은 실리콘 53.1%, 도료 24.8%, 건자재 16% 등으로 이루어진다.

## 규모 및 수익
2023년 현재 시가총액이 2조 2,927억인 대기업이다. 순이익은 2022년 285억원이다.

## 역사
- 1958년 금강스레트공업주식회사로 설립하였으며
- 1960년 금강스레트공업 정상영 대표이사 취임했다.
- 1964년 자산 및 매출 1억원 돌파,
- 1973년 금강스레트공업에서 주식회사 금강으로 변경하였으며
- 1974년 고려화학주식회사로 설립하였으며
- 1974년 고려화학 울산공장 준공했다.
- 1974년 고려페인트(현 KCC페인트) 출시
- 1980년 고려화학 중앙연구소 설립
- 1980년 사가 제정
- 1983년 고려화학 울산공장 이전 준공
- 1984년 고려화학-한국전력공사 원자력발전소용 내방사선도료 공급(울진원자력발전소9,10호기)
- 1988년 고려페인트 국내도료업계 최초로 공장품질관리 1등급 획득
- 1990년 방충와 방균도료 바이오퍼펙트 출시
- 1990년 올해의 방송광고대상 최우수작품상 (고려페인트 - 도미노)
- 1991년 91년 런던 국제광고제 영상부문 파이널리스트 (고려페인트 - 도미노편)
- 1992년 고려페인트 단일품목 수출 1억달러
- 1995년 기업 아이텐티티(CI) 정립
- 2000년 금강과 고려화학을 통합하여 금강고려화학으로 상호명을 변경
- 2005년 금강고려화학에서 현재의 상호인 KCC로 변경하였다.
- 2018년 KCC 창립60주년 맞이하였고, KCC와 핑크퐁 헙엽으로 KCC바닥재 숲시리즈 출시했다.

## 경쟁 업체
건축 및 인테리어 자재를 생산하는 사업 모델이 LX하우시스와 동일하여, 서로 라이벌 관계에 있다. KCC는 LX하우시스를 교묘히 깎아내리는 텔레비전 광고를 내놓으며 서로 신경전을 벌이기도 했다.

## 정관 개정 논란
KCC는 2009년 정기주주총회에서 신주인수권의 제3자 배정사유를 추가하고, 사채의 제3자 배정 한도를 높였다. 이는 경영권 방어 목적으로 악용되거나 기존 주주의 지분희석 위험을 초래할 가능성이 있는 정관 개정안으로 국민연금과 좋은기업지배구조연구소 (Center for Good Corporate Governance; CGCG)는 반대 의견을 표명하였다. 그러나, 이사선임의 경우 국민연금은 과거 회사 대표이사를 역임한 사외이사 후보 1인에 대해서만 반대한 반면, CGCG는 과거 지배주주의 이해관계에 따라 현대엘리베이터 공개매수 결정에 동의했거나 지배주주와 학연관계가 있는 사외이사를 모두 반대하였다.

## 같이 보기
- 전주 KCC 이지스
- KCC그룹
- KCC VietNam (Vietnamese)